# Kharkiv International 2010
Die Kharkiv International 2010 als offene internationale Meisterschaften der Ukraine im Badminton fanden vom 16. bis 19. September 2010 in Charkiw statt. Es war die zweite Austragung der Titelkämpfe.

## Sieger und Platzierte
| Disziplin    | Gold                             | Silber                         | Bronze                                |
| ------------ | -------------------------------- | ------------------------------ | ------------------------------------- |
| Herreneinzel | Ivan Sozonov                     | Przemysław Wacha               | Michael Lahnsteiner                   |
| Herreneinzel | Ivan Sozonov                     | Przemysław Wacha               | Stephan Wojcikiewicz                  |
| Dameneinzel  | Larisa Griga                     | Mariya Ulitina                 | Alesia Zaitsava                       |
| Dameneinzel  | Larisa Griga                     | Mariya Ulitina                 | Romina Gabdullina                     |
| Herrendoppel | Adam Cwalina Michał Łogosz       | Vladimir Ivanov Ivan Sozonov   | Joe Morgan James Phillips             |
| Herrendoppel | Adam Cwalina Michał Łogosz       | Vladimir Ivanov Ivan Sozonov   | Pranav Chopra Tarun Kona              |
| Damendoppel  | Mariya Ulitina Natalya Voytsekh  | Anna Kobceva Elena Prus        | Romina Gabdullina Evgeniya Kosetskaya |
| Damendoppel  | Mariya Ulitina Natalya Voytsekh  | Anna Kobceva Elena Prus        | Viktoria Pogrebniak Olga Pyvovarova   |
| Mixed        | Valeriy Atrashchenkov Elena Prus | Aleksei Konakh Alesia Zaitsava | Denis Grachev Anastasia Chervyakova   |
| Mixed        | Valeriy Atrashchenkov Elena Prus | Aleksei Konakh Alesia Zaitsava | Anatoliy Yartsev Evgeniya Kosetskaya  |

## Endspielergebnisse
HE: Ivan Sozonov – Przemysław Wacha 21:14 22:20
DE: Larisa Griga – Mariya Ulitina 21:14 17:21 21:13
HD: Adam Cwalina / Michał Łogosz – Vladimir Ivanov / Ivan Sozonov 28:26 21:15
DD: Mariya Ulitina / Natalya Voytsekh – Anna Kobceva / Elena Prus 23:21 21:12
MX: Valeriy Atrashchenkov / Elena Prus – Aleksei Konakh / Alesia Zaitsava 21:19 21:16.